# Портрет Клариссы Строцци
«Портре́т Клари́ссы Стро́цци» (итал. Ritratto di Clarissa Strozzi, в русскоязычной литературе часто встречается название «Портре́т Клари́че Стро́цци») — картина итальянского живописца Тициана периода Высокого Возрождения. Создана около 1542 года по заказу отца Клариссы Роберто Строцци.
Художественные особенности картины выделяют её из общего ряда детских портретов середины XVI века. Ей присущи черты парадного портрета (изображение в полный рост, богатое убранство комнаты, пейзаж за окном, классический барельеф, комнатная собачка) и одновременно — представление ребёнка именно как ребёнка, а не как миниатюрного взрослого, что отражает наметившуюся в то время смену парадигмы идеи детства. Вместе с тем на портрете присутствует символика, связанная с ожидаемым будущим Клариссы в качестве светской дамы, возлюбленной невесты и заботливой матери. Другая художественная особенность картины — это запечатление модели, находящейся в движении. И Кларисса, и её собачка показаны в неустойчивой позе в момент перехода из одной позиции в другую. По принятому в эпоху Ренессанса канону каждая деталь картины (одежда, украшения, бисквит, накидка и так далее) несёт определённую смысловую нагрузку. Картина оказала значительное влияние на способы изображения детей в эпоху барокко. В XVIII веке с неё была сделана гравюра.

## История картины

### История создания
Семейство Строцци было одним из влиятельных семейств Флоренции. Роберто Строцци барон ди Коллальто, отец Клариссы, был состоятельным негоциантом, связанным с флорентийской политикой, а по некоторым источникам — замешанным в шпионаже. Попав в опалу, он был изгнан из Флоренции в 1536 году и провёл несколько лет в Венеции. Роберто женился на Маддалене Медичи. Кларисса, названная в честь своей бабушки Клариче де Медичи, старшая из семи детей Строцци, родилась в 1539 году, вскоре после свадьбы родителей. На портрете, написанном в 1542 году, ей два года. В том же году из-за неосторожных действий брата Роберто, Пьеро, семья Клариссы была вынуждена покинуть Венецию. В 1544 году Строцци жили в Риме, а в 1545 году вернулись во Флоренцию (по другой версии, в 1544 году семейству Строцци разрешили вернуться в Венецию, но уже в 1546-м Роберто со своей семьёй перебрались в Рим).

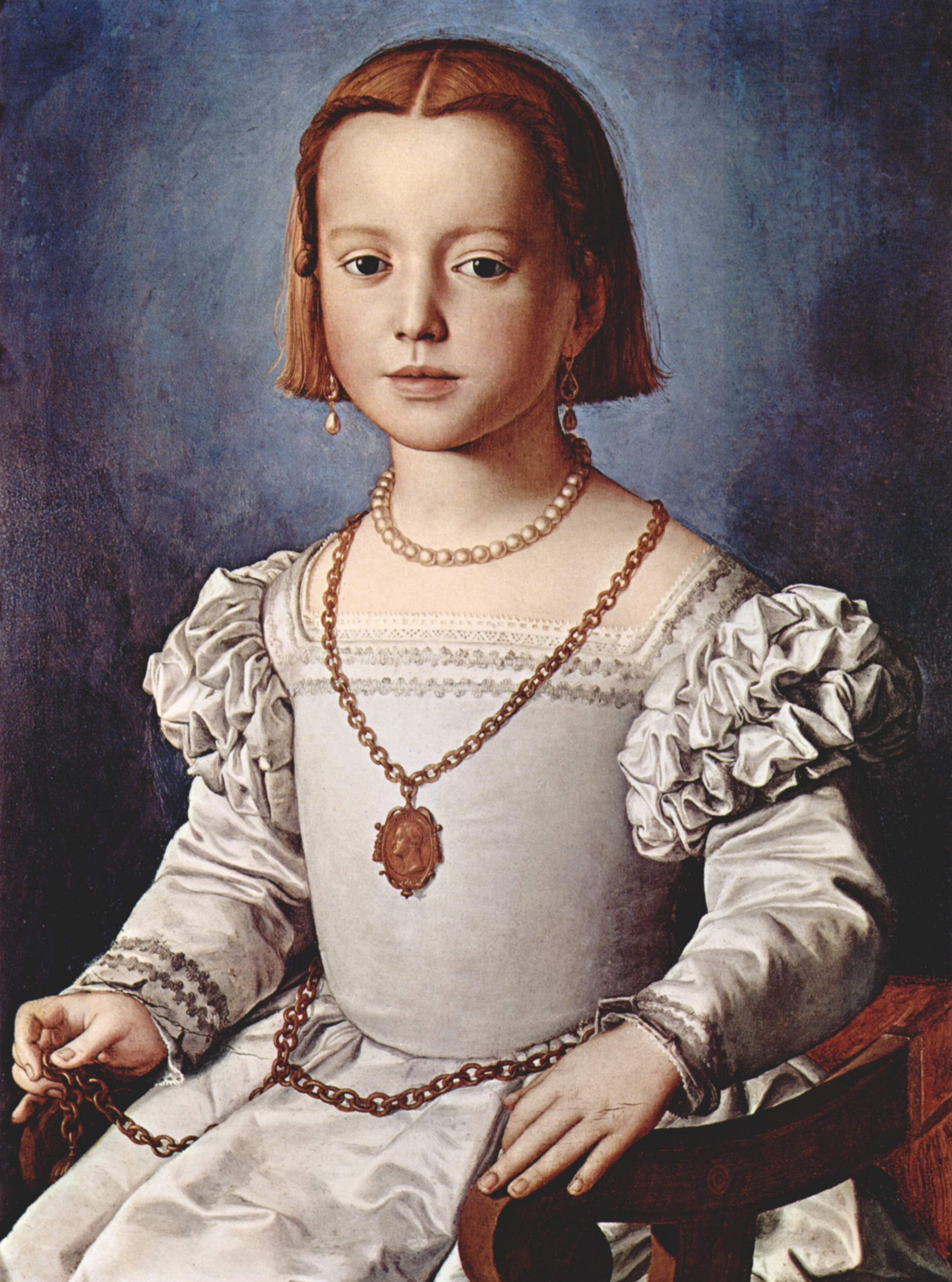
Биа Медичи, двоюродная сестра Клариссы. Портрет кисти Бронзино

Роберто был просвещённым аристократом и покровительствовал людям искусства, в особенности музыкантам. Вероятно, из уважения к таланту Тициана, который к этому моменту уже считался выдающимся мастером портрета, он позволил тому написать портрет своей дочери не по принятому для того периода канону детского портрета, а так, как художник представлял себе квинтэссенцию детства. Результатом оказалась уникальная для XVI века картина. Идея самостоятельного детского портрета, то есть портрета, на котором ребёнок изображён как главное действующее лицо, была в то время довольно новой. Портрет Клариссы кисти Тициана, так же как и созданные Бронзино примерно в то же время портреты детей из семейства Медичи (в том числе портрет Биа, двоюродной сестры Клариссы), предположительно, являются одними из первых таких портретов. Кларисса — единственная из детей Роберто Строцци, которая была запечатлена в детском возрасте.

### Провенанс
В возрасте 15 лет (по другому источнику — в 1557 году) Кларисса вышла замуж за римского аристократа Кристофано Савелли (итал. Cristofano di Antobio Savelli) и жила в Риме. После её смерти в 1581 году (всего пять лет спустя после смерти Тициана) портрет остался в семейном палаццо в Риме. В 1641 году картина находилась в церкви Святого Иоанна Крестителя Обезглавленного, а в начале XIX века была перевезена в Палаццо Строцци во Флоренции. В 1878 году картина была приобретена Вильгельмом фон Боде для Берлинской картинной галереи, в экспозиции которой она находится по состоянию на 2021 год. На момент приобретения картины имя модели уже было забыто, и картина экспонировалась под названием «Портрет дочери Роберто Строцци». В 1906 году Георг Гронау опубликовал статью, в которой, опираясь на биографию семьи Строцци, доказал, что моделью для этого портрета могла быть только Кларисса.

## Композиция

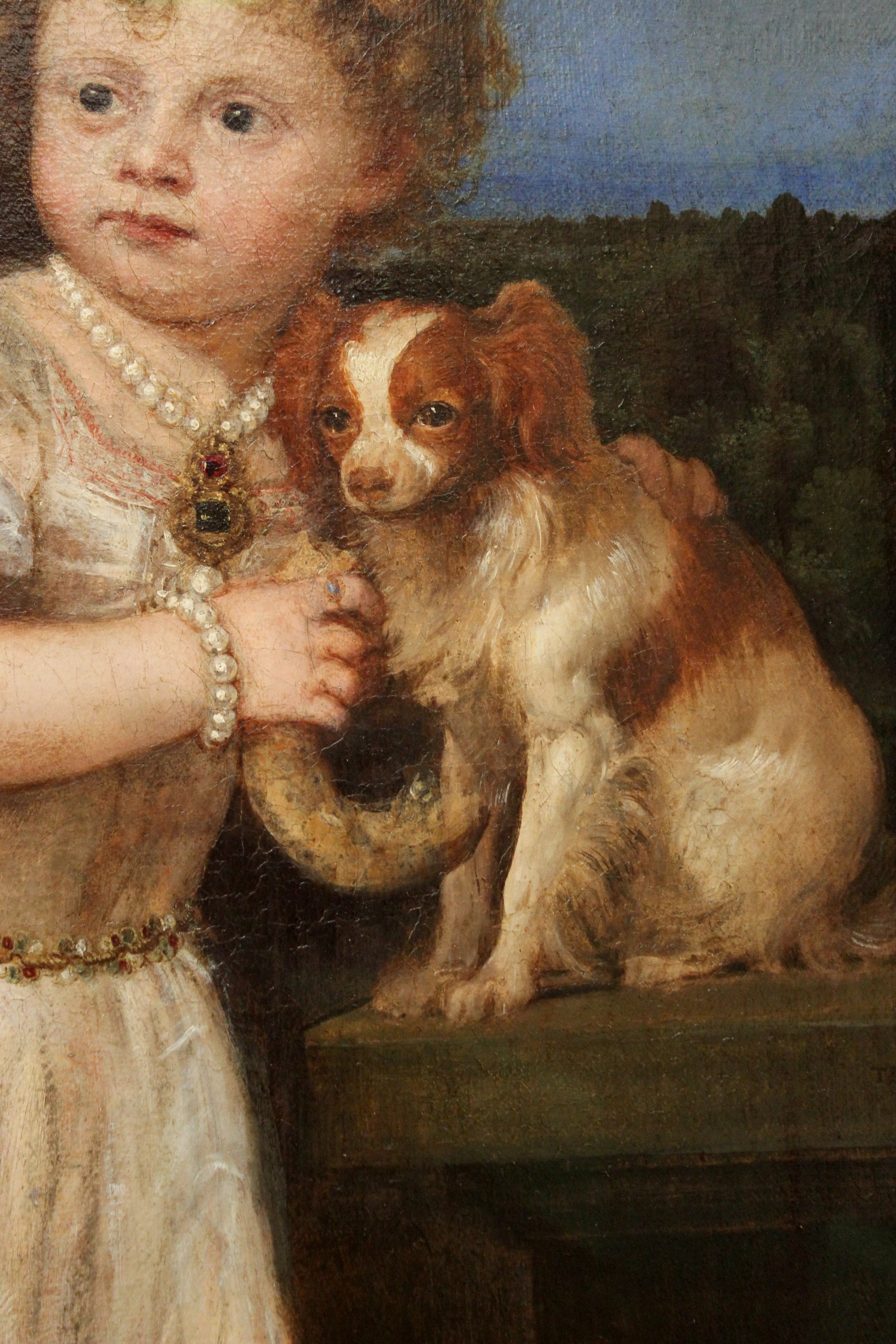
Фрагмент картины

На картине, в центре композиции, с лёгким отклонением влево (с точки зрения зрителя), изображена в полный рост девочка в длинном шёлковом платье, кормящая свою комнатную собачку, — в её правой руке половинка бисквита, а левой рукой она обнимает собачку. Локоны её кудрявых волос свободно ниспадают на лоб. Девочку как будто что-то отвлекло, и её взгляд (как и взгляд собачки) направлен наискосок, в левую нижнюю часть картины. Внезапность её движения подчёркивается изгибом свисающей с её пояска драгоценной цепочки с шариком (вероятно, помандером) на конце. На тёмной стене слева от фигуры девочки можно прочитать на латыни: ANNOR II — два года (возраст девочки) и MDXLII — 1542 (год написания картины). В правом верхнем углу картины изображён вид из окна комнаты Клариссы — живописный пейзаж с речкой, обегающей поросший лесом холм, и двумя лебедями на воде, глядящими друг на друга. Собачка Клариссы сидит на деревянном столике, с которого спадает бархатная красная накидка, открывая украшающий столик барельеф с изображением двух танцующих путти. Они, повернувшись друг к другу, хлопают в ладоши. Кроме того, спадающая накидка открывает взгляду боковую поверхность столешницы, в которой «прорезана» подпись художника: TITIANVC F. Рама окна, расположенная прямо над поверхностью столика, объединяет верхнюю и нижнюю части правой стороны композиции, а ниспадающая накидка служит переходным звеном между средним планом картины, в котором расположен столик, и её передним планом. Дополнительным элементом, соединяющим барельеф и пейзаж посредством накидки, служат две параллельные складки на ней. Нижняя складка являет собой визуальное продолжение линии, заданной левой (дальней от зрителя) рукой левого путти, а верхняя лежит на столике и на раме окна, «упираясь» в пейзаж и заканчиваясь точно под лебедями, создавая таким образом опосредованную связь между двумя путти и двумя лебедями. Барельеф ограничен внизу слева туфелькой Клариссы, а справа — складкой ткани, также напоминающей туфельку.
По некоторым признакам, голубое небо пейзажа за окном комнаты было добавлено Тицианом позже поверх гор, которые возвышались над горизонтом, так как этого требовало цветовое решение композиции. Голубое небо в сочетании с зелёным лесом за окном и с красной накидкой, спадающей со столика внутри комнаты, создаёт умеренно яркую хроматическую триаду в правой части картины. В то же время левая часть картины затемнена и практически лишена цветовых оттенков. Табличка на стене в левой верхней части картины служит противовесом барельефу в правой нижней её части. Самые же светлые тона картины зарезервированы для фигур девочки и собачки. Белое платье Клариссы и белая шерсть собачки контрастируют как с тёмной левой стороной картины, так и с её правой, богатой на цвета стороной.
Окно комнаты не является основным источником света на картине. Кларисса и собачка ярко освещены спереди, со стороны зрителя. Источник света, судя по отбрасываемой собачкой тени, которую видно на столике, находится слева от зрителя в направлении взгляда девочки, и поэтому левая часть комнаты остаётся неосвещённой.

## Художественные особенности картины

### «Парадный портрет»
Некоторые особенности композиции указывают на то, что эта картина соответствует канону «парадного портрета», сложившемуся в итальянском искусстве середины XVI века. Девочка изображена на портрете в полный рост, а не в поколенном или поясном срезе. Богатое убранство комнаты подчёркивает её принадлежность к элите. За спиной у неё окно с видом на пейзаж, который должен придавать некоторый смысловой оттенок её роли в обществе. Современный художнику зритель при виде этого портрета должен был испытывать когнитивный диссонанс, поскольку для него было бы очевидным, что у двухлетней девочки нет самостоятельных достижений, которые позволили бы ей претендовать на парадный портрет. Исследователь итальянского искусства профессор Люба Фридман высказала предположение, что Тициан ввёл в канон парадного портрета идею аллегории, которую он с успехом использовал во многих своих произведениях. Согласно этому предположению, пара белых лебедей, гармонируя с белым платьем Клариссы, указывают на детскую невинность и чистоту, а дикий лес вокруг — на таящий опасности мир взрослых.

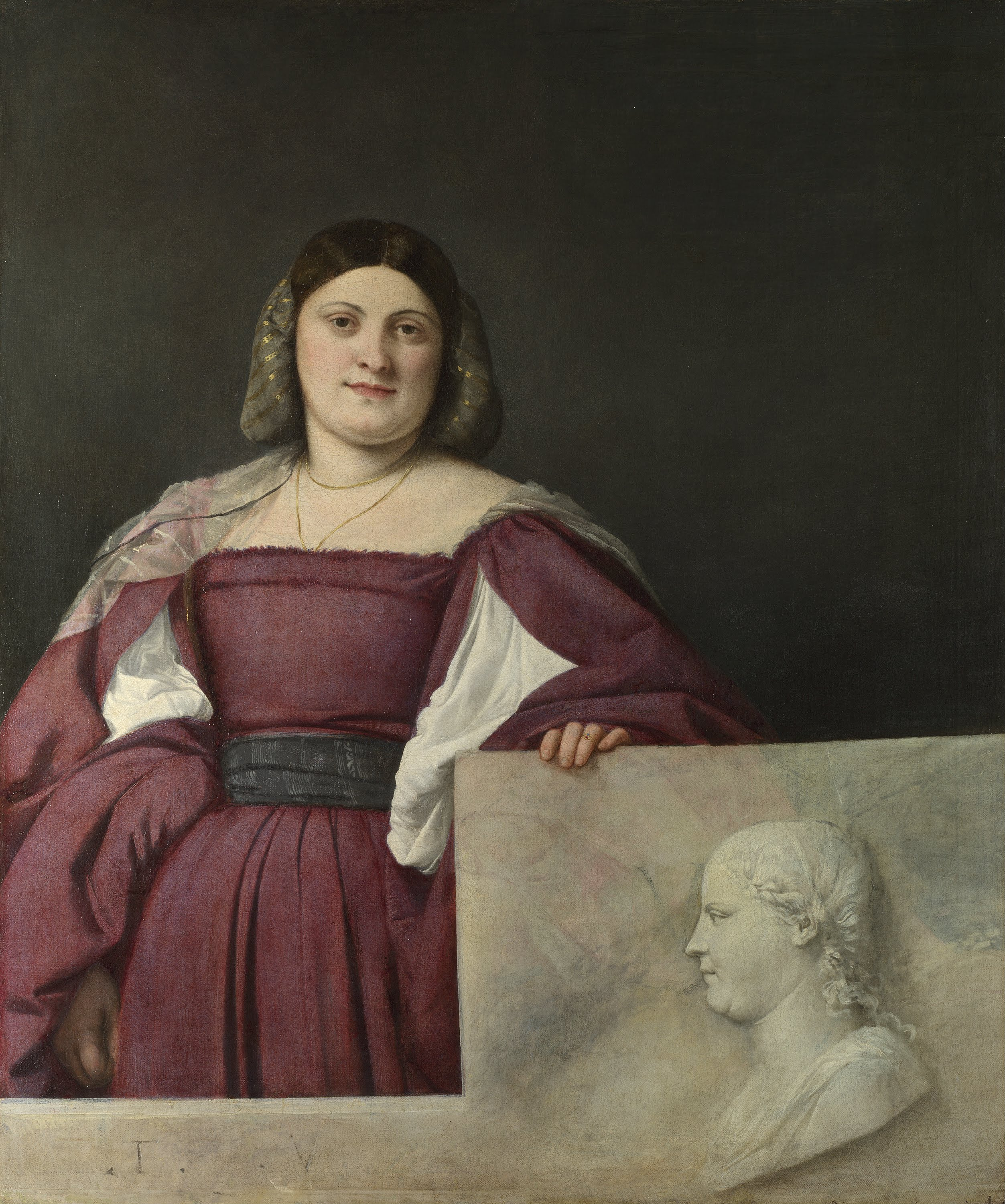
La Schiavona. («Женщина из Далмации»)

Использование в интерьере комнаты мраморного барельефа с классической сценой по античным мотивам является дополнительным элементом канона парадного портрета. Как и пейзаж, этот барельеф должен соответствовать статусу, занимаемому изображённым на портрете человеком. На барельефе изображены играющие херувимы (а точнее — крылатые путти), вполне подходящие для образа девочки. Как и в двух других портретах Тициана, в которых он рисовал барельеф (La Schiavona и портрет дона Диего Уртадо де Мендоса), сцена, изображённая на нём, — это не копия какого-либо явления, уже известного в живописи, а импровизация художника на классическую тему. Более того, в форме лица и кудряшках правого из двух путти угадываются черты самой Клариссы, изображённой в профиль (приём, уже использованный Тицианом ранее, в картине La Schiavona). Таким образом, можно предположить, что художник не только указывает на классическое образование, которое получит Кларисса, но и на то, что она сама является наследницей античной культуры, столь чтимой в эпоху Ренессанса.

### Пропорции детского тела

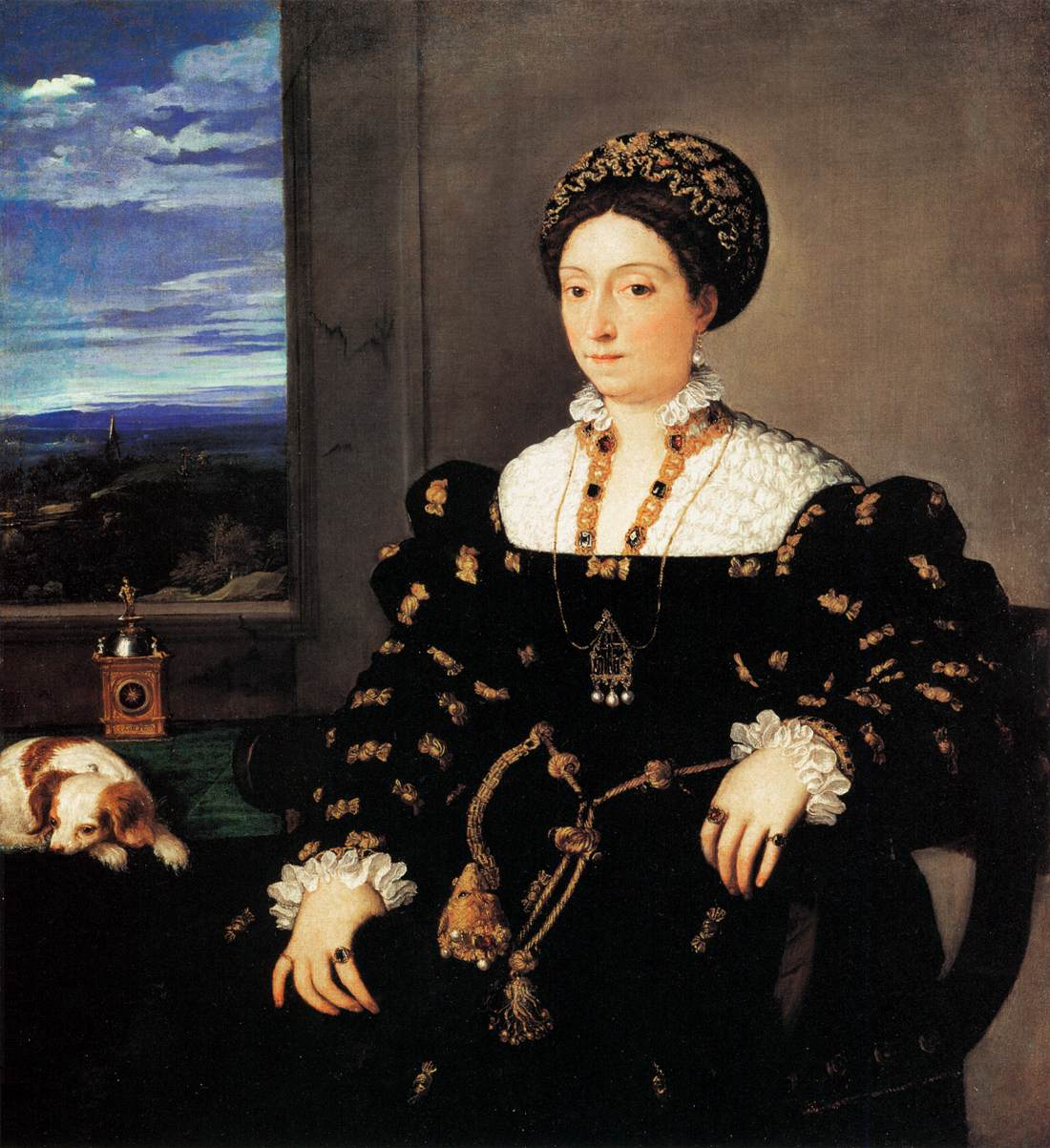
Портрет сеньоры Гонзага

Хотя художники XVI века знали, что пропорции детского тела отличаются от взрослых, известно немало примеров, когда изображение ребёнка строилось как уменьшенная копия взрослого. На этом фоне выделяется художественное решение Тициана, который, изобразив Клариссу в полный рост, показал пропорции именно детской фигуры. Размер головы Клариссы составляет одну четверть от её роста (соответствующая пропорция для взрослого — одна девятая). Выбранный размер полотна соответствует ещё древнегреческим представлениям о том, что рост ребёнка в возрасте трёх лет составляет примерно половину от его максимального роста. В изображении Клариссы подчёркнута округлость её лица и рук, также свойственная детям.
Вместе с тем часть элементов композиции направлены на то, чтобы Кларисса выглядела более взрослой. Соотношение высоты столика и фигуры девочки создаёт впечатление, что она могла бы сидеть за ним. Рама окна в комнате также расположена достаточно близко к полу, примерно на высоте талии девочки, так что голова и верхняя часть тела Клариссы частично заслоняют зрителю пейзаж за окном (в качестве сравнения — на портрете сеньоры Гонзага рама окна находится на уровне плеч дамы, которая, однако, сидит на стуле обычного размера, подходящем взрослому).

### Движение
Сцена, воспроизведённая на портрете, подчёркнуто транзитивна. Накидка, спадающая со столика, запечатлена в момент падения и создаёт эффект неустойчивости. Соответственно, неустойчивы и позы девочки и собачки. Одной из особенностей этого портрета является передача спонтанного движения девочки. Художник передал движение девочки в трёх направлениях одновременно, что намеренно делает её позу несколько неуклюжей. Расположение складок её платья и изгиб талии указывают на то, что её правая нога, которая практически не видна под платьем, направлена в сторону столика и сидящей на нём собачки. Предположительно в эту сторону Кларисса и смотрела, когда кормила собачку до того, как её что-то отвлекло. Левая нога Клариссы, которая видна из-под платья, направлена наискосок, в сторону правого нижнего угла картины, но складка платья над её левой ногой создаёт впечатление движения, направленного влево. Соответственно, позиция левой ноги девочки входит в противоречие с поворотом нижней части её тела, которая, с опорой на правую ногу, повёрнута в сторону столика. Третье направление движения задаётся головой и туловищем Клариссы. Тициан достиг этого эффекта тем, что голова собачки, которую девочка обнимает своей левой рукой, заслоняет её левое плечо, а правое плечо и рука направлены в сторону зрителя. При этом голова Клариссы и взгляд её глаз направлены влево от зрителя, что в совокупности создаёт ощущение разворота верхней части тела в левую сторону холста. По мнению Рид, вся поза девочки в вышеперечисленном разнонаправленном движении показана в контрапосте и соответствует несколько искажённой фигуре figura serpentinata, имеющей в своей основе S-образную линию, но намеренно отклоняющейся от неё. Альтернативно можно охарактеризовать движение Клариссы как движение по спирали. В этом ракурсе её левая нога служит основанием спирали, а изгиб цепочки указывает на направление движения. Художник создаёт у зрителя ощущение, что со следующим шагом девочка переместится и окажется перед столиком в правой стороне холста. При этом она движется навстречу тому путти, черты которого напоминают её собственные, что даёт возможность сравнить неловкое движение ребёнка со свободным танцем путти. Здесь идёт сопоставление потенциала с идеалом, поскольку, как уже было сказано, в эпоху Ренессанса было принято брать за художественный идеал античность. В этой интерпретации движение Клариссы вправо, в сторону пейзажа за окном, приближает её к внешнему миру, к миру взрослых, в котором она ожидаемо раскроет свой потенциал максимальной грации.
Данный эффект усиливается за счёт цветового решения портрета. Как уже было сказано выше, портрет разделён по вертикали на две почти равные части: левую — монохромно-тёмную и правую — цветную и яркую. Фигура девочки, расположенная посередине полотна, относится к обеим его половинам. При рассматривании картины слева направо, естественным для европейского зрителя образом, Кларисса вначале предстаёт очень хрупкой и беззащитной в своём белом платье на тёмном фоне. При переходе же взгляда на правую половину картины, богатую на цвет и на «взрослую» символику, девочка начинает казаться более взрослой и уверенной в себе; это впечатление дополняется покровительственным жестом, с которым она обнимает собачку.

## Символика картины

### Одежда и украшения
В эпоху Возрождения было принято считать, что внешние аксессуары человека, изображённого на портрете, отражают его внутренний мир. Не является исключением и портрет Клариссы Строцци. Одежда и украшения девочки указывают на её достоинства (как имеющиеся, так и ожидаемые) и положение в обществе. Ткань платья Клариссы напоминает шёлковый сатин. Во Флоренции XVI века из сатина белого или серебряного цвета было принято шить праздничную одежду. С другой стороны, простой покрой платья с широкими рукавами и соответствующими туфельками указывает на то, что девочка одета по-домашнему. Лёгкая складка платья на левом бедре Клариссы вместе с её несколько стеснённой талией указывает на то, что под платьем у неё детский корсет, который вошёл в моду в Италии в первой половине XVI века. Менее жёсткий, чем настоящий корсет для взрослых, он тем не менее помогал держать осанку, что считалось важным для детского развития.
На теле и одежде Клариссы имеется множество украшений (жемчужное ожерелье на шее, браслет на запястье правой руки, кольцо с драгоценным камнем на указательном пальце и золотая цепочка с драгоценными же камнями, служащая ей поясом), что должно демонстрировать респектабельность её рода. Драгоценные камни на украшениях Клариссы не только подчёркивают богатство её семьи, но и отсылают к метафорам из сонетов Петрарки, в которых нередко встречаются такие образы, как золотые волосы, глаза-сапфиры, губы-рубины, зубы-жемчуг. Драгоценности подчёркивают естественную красоту девочки. Богато украшенный самоцветами портрет мог указывать и на будущее немалое приданое наследницы благородного и обеспеченного рода. В этом контексте драгоценные камни ассоциировались с различными добродетелями: жемчуг символизировал чистоту, сапфиры — стремление жить в согласии, изумруды — целомудрие. Украшенный шарик на конце цепочки, вероятно, представляет собой muskapfel, уменьшенную версию помандера. Наполненный мускусом, который, по современным Тициану представлениям, предотвращал болезни, muskapfel на портрете символизировал не только богатство, но и здоровье его обладательницы.

### Комнатная собачка
Тициан вводил комнатную собачку во многие свои произведения, где она играет разные смысловые роли. На портрете Клариссы собачка, имеющая коричнево-белый окрас и являющаяся одной из пород спаниелей (по другому источнику — «собачка мальтийской породы»), указывает вместе с парой лебедей на заднем плане на близость девочки к природе. У девочки и собачки даже есть схожие черты — широко раскрытые глаза и нос-пуговка. В отличие от других работ Тициана, в которых появляется подобная собачка, на портрете Клариссы она не играет, не лежит, как на портрете сеньоры Гонзаго, и тем более не спит (как, например, на картине «Венера Урбинская»), а чинно сидит на столике, опираясь на задние лапы, что соответствует общему настрою парадного портрета. Поэтому хотя собачка и вносит оттенок лёгкости в полную роскоши сцену, но вместе с тем внимательный, настороженный взгляд животного создаёт ощущение, что оно чувствует потенциальную угрозу и защищает девочку. Это впечатление усиливается, если обратить внимание на то, что спина собачки (ближе к хвосту) несколько неестественно вывернута, её тело направлено в сторону Клариссы, и только лишь голова повёрнута к зрителю. Кроме того, собачка, находящаяся под опекой девочки, сама является для Тициана символом детства в том его аспекте, который связан с обучением и воспитанием в ребёнке желаемых добродетелей. Собачка, которая предстаёт на картине уже хорошо вышколенной, указывает на процесс обучения, который проходит Кларисса.

### Бисквит
Круглый хлебец, который Кларисса держит в руке, относится к типу бисквитов, различные виды которых назывались ciambelle, braciatelle и brusolai. Они могли быть как твёрдыми, так и мягкими, пресными или сладкими. Такие бисквиты часто продавали монашки, и эти изделия ассоциировались с трапезами при дворе папы римского. Кроме того, были специальные бисквиты, которые выпекали к Рождеству (например, brasadele broe). Таким образом, портрет девочки, кормящей собачку ciambelle, должен был вызывать у современников Тициана ассоциацию доброты с оттенком христианской веры. В более поздних работах образ ребёнка, делящегося хлебом с нуждающимися, был закреплён как хрестоматийный пример естественной детской доброты. Не исключено, что акт кормления собачки не был написан художником с натуры, а добавлен им для подчёркивания добродетельности образа Клариссы, чьи знаменитые предки по женской линии вкладывали в благотворительность немалые силы и средства.

### Барельеф
Каменные (зачастую — мраморные) барельефы, подобные изображённому на этой картине, действительно были распространённым предметом роскоши у венецианских аристократов эпохи Возрождения, и указывали на богатство и статус аристократического рода с аллюзией на вечность, запечатлённую в камне. Наличие барельефа на портрете (как было упомянуто выше, достаточно редкое сочетание у Тициана, который в основном вводил барельефы в свои аллегорические картины) может указывать на желание заказчика, отца Клариссы, продемонстрировать незыблемость рода Строцци, несмотря на опалу и изгнание.
В символике Ренессанса путти рассматривались как материализовавшиеся духи, олицетворяющие дикую, инфантильную витальность.
Безудержный танец путти на барельефе контрастирует с умеренным и рассчитанным движением Клариссы, указывая на переход от состояния ребёнка, не знающего и не признающего границ, к благовоспитанной девушке, достойной всеобщего восхищения.

### Лебеди
Пара лебедей за окном Клариссы имеют символическое значение на нескольких смысловых слоях картины. С одной стороны, во времена Тициана уже был распространён миф о «лебединой песне» — самой красивой песне, которую лебедь поёт перед смертью. В этом аспекте белые лебеди на тёмном фоне пейзажа за окном символизируют хрупкость и незащищённость девочки перед полным опасностей миром взрослых. С другой стороны, из античной мифологии в Ренессанс были перенесены образы лебедей как священных птиц Аполлона и Афродиты, и в этом контексте они символизируют будущее замужество Клариссы и её верность супругу.

## Критика. Влияние

### Оценки критиков
Самый ранний из дошедших до нашего времени критических отзывов на портрет Клариссы Строцци принадлежит перу Пьетро Аретино, известного итальянского писателя, публициста и драматурга, современника Тициана. В своём письме от 6 июля 1542 года он писал, что считает этот портрет одной из лучших работ Тициана и восхищается мастерством художника, который смог придать нарисованной сцене необычную для того времени живость.
В XVII веке по просьбе графа Лоренцо Магалотти с картины была снята копия. В письме, адресованном Леоне Строцци, потомку Клариссы, Лоренцо, которому уже было за пятьдесят, писал, что он запомнил эту картину с тех пор, как в возрасте четырёх лет побывал в палаццо Строцци и увидел её в первый раз.

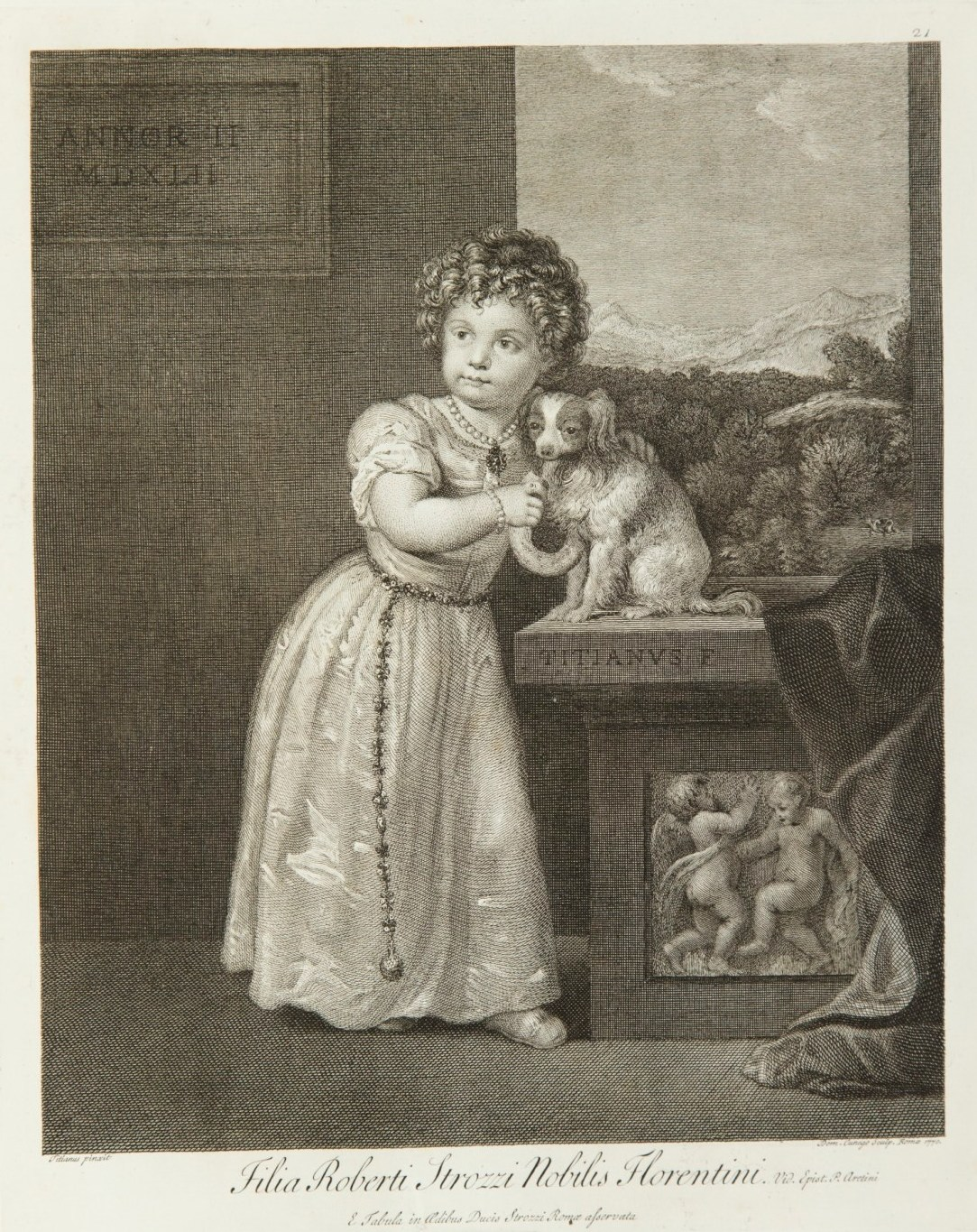
Гравюра Доменико Кунего, 1770

В 1770 году итальянский гравёр Доменико Кунего создал на основе картины Тициана гравюру «Портрет Клариссы Строцци с собачкой». Гравюра имеет размеры 280 × 232 мм. В её композицию, по сравнению с картиной, были внесены два изменения: добавлена полоса стены справа от окна (на картине окно доходит до правого края полотна), а снизу — полоса пола между нижним краем спадающей со стола накидки и нижним краем гравюры (на картине нижний край накидки практически вплотную подходит к нижнему краю полотна). Эта гравюра была использована в трактате «Итальянская школа живописи» (лат. Schola Italica Picturae Sive Selectae Quaedam Summorum E Schola Italica Pictorum Tabulae Aere Incisae), изданном в Риме в 1773 году шотландским живописцем и собирателем древностей Гэвином Гамильтоном. Джон Рёскин включил эту гравюру в свой «Каталог примеров» (англ. Catalogue of Examples), который был частью учебного пособия, созданного в 1870 году. Гравюра была призвана демонстрировать технику, при которой художник создаёт контуры людей и предметов стыками закрашенных областей картины, не прорисовывая их специально. Кроме того, она служила примером портрета, в композицию которого введено животное, сопровождающее изображённого на портрете человека или контрастирующее с ним.
По мнению ряда исследователей XIX века (как, например, Джозеф Кроу и Джованни Кавальказелле), портрет Клариссы Строцци дал начало направлению в живописи, в котором дети изображаются именно как дети. В числе художников эпохи барокко, испытавших влияние Тициана и использующих похожие приёмы при изображении детей, можно указать Рубенса и Ван Дейка.
В своём монументальном труде «История искусства всех времён и народов», опубликованном в 1903 году, Карл Вёрман дал портрету Клариссы Строцци высокую оценку, написав, что по степени выразительности он может сравниться с мужскими портретами Тициана, тогда как большинство его женских портретов не выдерживают такого сравнения.

### Образ детства

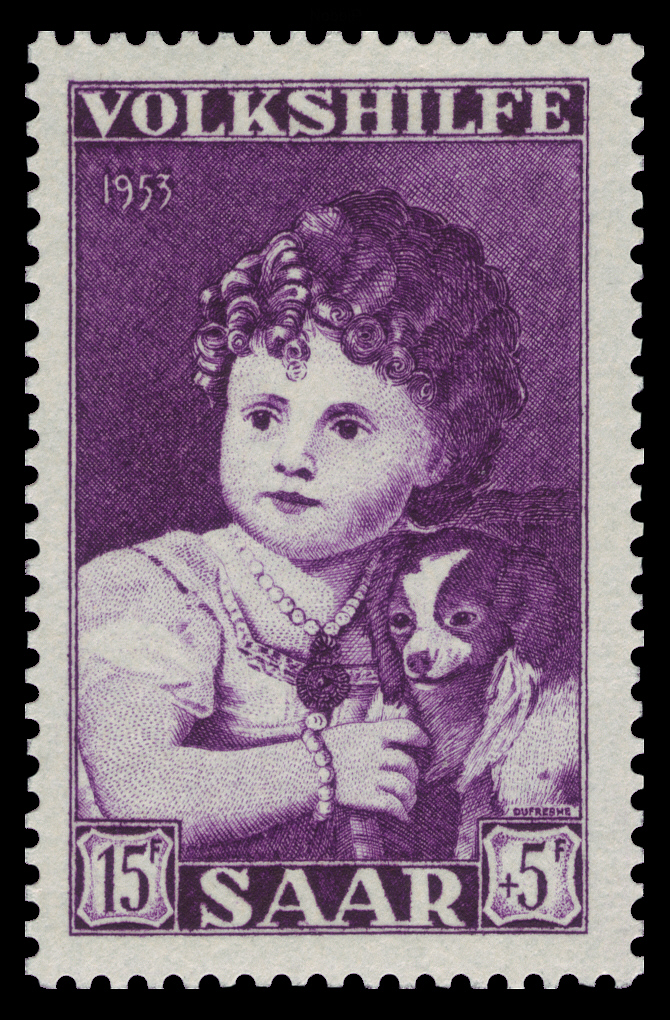
В 1953 году в Сааре была выпущена почтово-благотворительная марка с изображением Клариссы Строцци с собачкой

Современные исследователи творчества Тициана разделились в своих оценках того, насколько созданный Тицианом образ Клариссы Строцци отражает изменения отношения к детям и детству, происходившие в эпоху Возрождения. По мнению Фридман, эта картина имеет непосредственное отношение к трансформациям взглядов в просвещённых кругах общества. Если в Средние века детство не воспринималось как самостоятельный этап человеческой жизни, а к детям относились в основном как к миниатюрным взрослым или хотя бы как к потенциально взрослым людям, то в эпоху Возрождения в этом отношении произошли значительные сдвиги в общественном сознании. Хотя упомянутая выше точка зрения всё ещё сохраняла свои позиции в обществе, Реформация видела в детстве символ чистоты и невинности и соответственно ставила одной из целей воспитания оберегание этой невинности. Дополнительно из античности была привнесена идея близости детей к природе, к животным, соответственно заданная цель воспитания была «очеловечить», окультурить дикое маленькое существо. На основе всех этих взглядов в XVI веке можно проследить истоки новой идеи, что дети — это иная категория людей, и к ним нужен отдельный подход. В это время началось производство детских игрушек, появились первые детские печатные книги (детский катехизис Лютера). Дополнительным признаком новой идеи детства было появление новых слов, означающих детей. Так, в вышеупомянутом письме Тициану Аретино называет Клариссу la bambina (с итал. — «маленькая девочка»). Это новообразованное слово неизвестно в итальянском языке ранее XVI века, и письмо Аретино является одним из первых свидетельств его использования. В портрете Клариссы, в отличие от большинства современных ему детских портретов, включая написанный им самим портрет Рануччо Фарнезе (двенадцатилетний Рануччо в костюме мальтийского рыцаря, несомненно, изображён в своей будущей взрослой роли, хотя художник всё же не преминул придать чертам его лица некоторую детскость), Тициан категорически отвергает первый из обозначенных подходов, и его Кларисса совершенно не кажется уменьшенной копией взрослого. Как было указано выше, на близость девочки с природой намекают и собачка, и пейзаж с лебедями за окном. Эти же лебеди, а также белизна платья Клариссы подчёркивают идею чистоты и невинности. На картине есть и намёки на новый подход к идее детства. Крылатые путти на барельефе, один из которых имеет черты самой Клариссы, символизируют идеал детства в представлении античности, а сама Кларисса своим живым, непосредственным движением, показанным на картине, служит мостиком, переносящим идею детства из античности в современность художника.

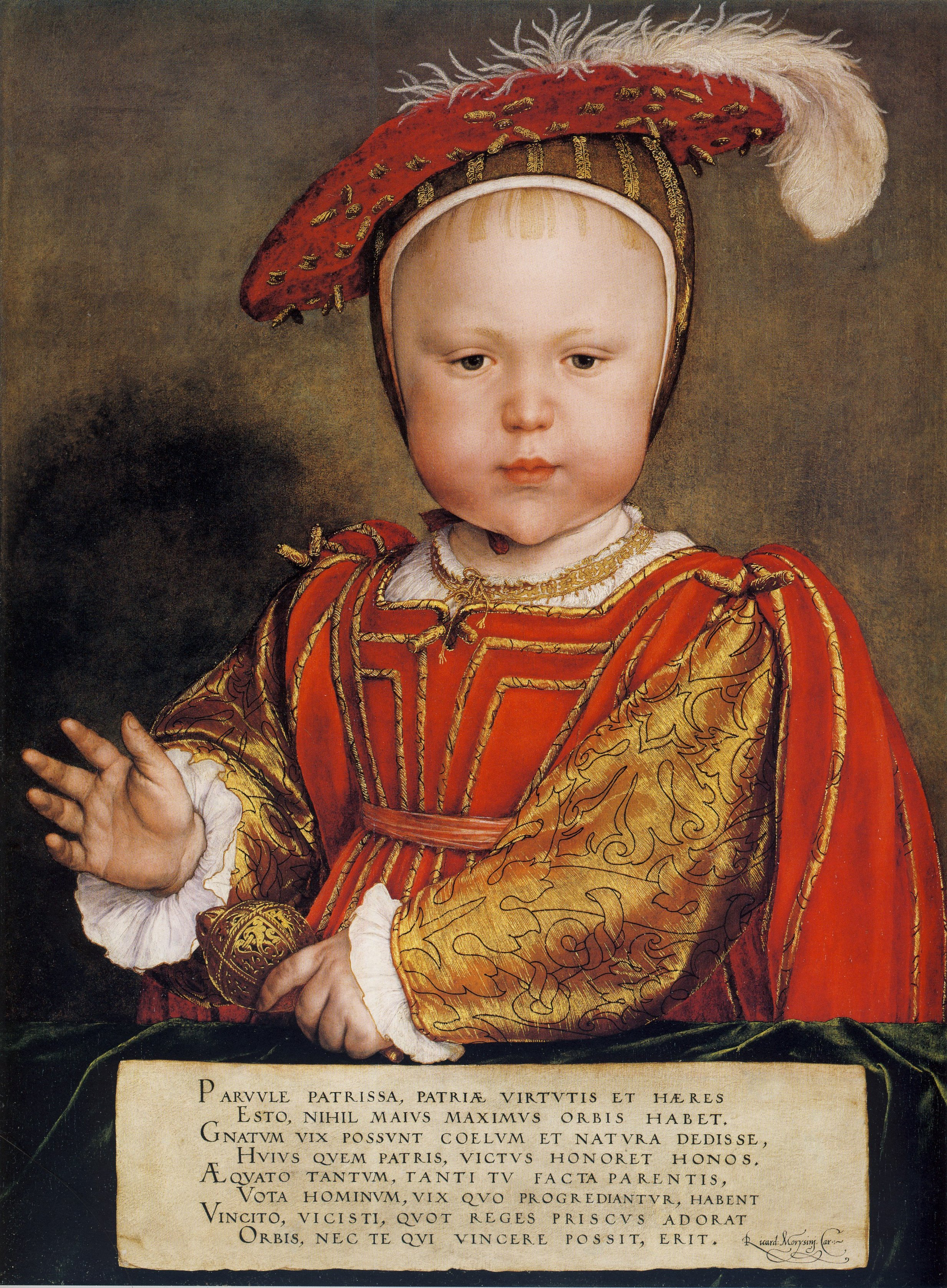
Портрет Эдуарда VI (Ганс Гольбейн-младший, 1538)

Полемизируя с Фридман, Лорел Рид предлагает иную трактовку портрета, указывая на то, что его предпочтительнее интерпретировать в рамках известных общественных и художественных норм эпохи Тициана. Взяв за основу взгляд на детство как на переходный период на пути ко взрослой роли человека, Рид демонстрирует, как Тициан раскрывает в образе Клариссы идею становления личности. Исследователь показывает, что в эпоху Ренессанса запечатление детей на портретах с атрибутами их будущей социальной роли являлось распространённым мотивом, приводя в пример написанный около того же времени портрет Эдуарда VI, на котором наследник престола запечатлён с различными атрибутами его будущей роли короля. Будущая социальная роль Клариссы — это роль светской дамы, обладающей безупречными манерами и идеальной грацией, которая включает и умение правильно и непринуждённо двигаться в ситуации figura serpentinata. Запечатлённая на портрете неуклюжесть Клариссы, рядом с грацией, демонстрируемой путти с её профилем, и гармоничный вид за окном создают ряд, символизирующий переход девочки ко взрослому миру путём обучения с помощью имитации классических античных мотивов.
Брайан Стил (Brian D. Steele) в своём анализе этой картины также исходит из предположения, что в ней заключена квинтэссенция идеи детства, как его понимали в XVI веке. Он указывает на то, что задачей портрета в эту эпоху было не столько достижение визуального сходства, сколько демонстрация моральных достоинств и места в обществе изображённого на портрете человека. В истории с портретом девочки, по мнению Стила, следует рассматривать картину как диалог между заказчиком (в данном случае, отцом Клариссы), художником и социумом, который, с одной стороны, диктовал будущее Клариссы как идеал красавицы и возлюбленной невесты, воспетый Петраркой двумя столетиями ранее, а с другой стороны, как идеал жены и матери, хранительницы рода своего благородного семейства. Первое достигается аллюзиями, связанными с одеждой и украшениями девочки, а также с парными элементами картины (путти, лебеди), а второе — аллюзиями, связанными с обниманием и кормлением собачки.
По мнению Елены Черняк, портрет Клариссы Строцци следует считать «одной из ключевых работ в области не только итальянского, но и европейского детского портрета», и поэтому картина Тициана стала предметом пристального внимания со стороны искусствоведов, как видно на примерах теорий, выдвинутых Фридман и Рид.